# District de Kendujhar
Le district de Kendujhar ou district de Keonjhar  (hindi : केन्दुझर जिला) est un district  de l'état de l'Odisha en Inde.

## Géographie
Au recensement de 2011, sa population est de 1 801 733 habitants pour une superficie de 8 303 km2.
Son chef-lieu est la ville de Kendujhar.